# Хубер, Даниэль
Даниэль Хубер (нем. Daniel Huber; род. 2 января 1993, Зальцбург, Австрия) — австрийский прыгун на лыжах с трамплина, двукратный серебряный призёр чемпионатов мира в 
командных соревнованиях (2019 и 2021).

## Спортивная карьера
В Кубке мира выступает с сезона 2015/2016.

### Сезон2016/2017
На большом трамплине в Инсбруке (Австрия) — 30-е место (дальность полёта 108 м, 92,3 балла);
На большом трамплине в Висле (Польша) — 44-е место (дальность полёта 115 м, 98,1 балл);
На большом трамплине в Закопане (Польша) — 37-е место (дальность полёта 122 м, 117,2 балла);
На большом трамплине в Виллингене (Германия) — 33-е место (дальность полёта — 134 м, 97,3 балла).

### Сезон2017/2018
На большом трамплине в Висле (Польша) — 2 место в командном турнире в составе сборной Австрии;
На большом трамплине в Висле (Польша) — 6 место в личном первенстве (дальность полёта — 118 м.(1-я попытка) и 131 м. (2-я попытка), 246,6 баллов).